# Фундукли
Фундукли́ (крим. Fındıqlı; також Кані́льська) — річка в Україні, на Кримському півострові. Ліва притока Зуї (басейн Азовського моря).

## Опис
Довжина річки 14 км, похил річки 17  м/км, площа басейну водозбору 46,5  км², найкоротша відстань між витоком і гирлом — 12,34 км, коефіцієнт звивистості річки — 1,14 . Річка формується багатьма безіменними струмками та загатами.

## Розташування
Бере початок на північно-західній стороні від гори Кара-Бурун (590,4 м) та на північно-східній стороні від Солов'ївки (до 1948 року — Аталик-Елі, крим. Atalıq Eli) . Спочатку тече на північний захід, потім між селами Лісносілля (до 1948 року — Тав-Даїр, крим. Tav Dayır)   та Петрове (крим. Petrove)  на північний схід. Далі тече через Верхні Орішники (до 1945 року — Юкари-Финдикли, Верхній Финдикли, крим. Yuqarı Fındıqlı)  , Нижні Орішники (до 1945 року — Ашаґи-Финдикли, Нижні Финдикли, крим. Aşağı Fındıqlı) , Зуя (крим. Zuya)  і на південно-східній околиці села Литвиненкове (до 1945 року — Кен-Тоґай, крим. Keñ Toğay)  впадає у річку Зую, праву притоку Салгиру.

## Цікавий факт
- Біля села Нижні Орішники річку перетинає автошлях Р23 (автомобільний шлях регіонального значення на території України, Сімферополь — Феодосія).
- У верхів'ї річки розташовано багато природних джерел[4].